# Grand Prix de Denain 1986
La 28e édition du Grand Prix de Denain a eu lieu le 3 avril 1986. Elle a été remportée par le Français Bruno Wojtinek.

## Classement final
Bruno Wojtinek remporte la course.
| Classement final, | Classement final,          | Classement final, | Classement final,               | Classement final, |
|                   | Coureur                    | Pays              | Équipe                          | Temps             |
| ----------------- | -------------------------- | ----------------- | ------------------------------- | ----------------- |
| 1er               | Bruno Wojtinek             | France            | Peugeot-Shell-Michelin          |                   |
| 2e                | Johan Capiot               | Belgique          | Roland-Van de Ven-Colnago-Lucas |                   |
| 3e                | Christophe Lavainne        | France            | Système U                       |                   |
| 4e                | Paul Sherwen               | Royaume-Uni       | Raleigh-Weinmann                |                   |
| 5e                | Jean-Philippe Vandenbrande | Belgique          | Hitachi-Marc-Splendor           |                   |
| 6e                | Gilbert Duclos-Lassalle    | France            | Peugeot-Shell-Michelin          |                   |
| 7e                | Ronny Van Holen            | Belgique          | Lotto-Merckx-Emerxil            |                   |
| 8e                | Paul Haghedooren           | Belgique          | Lotto-Merckx-Emerxil            |                   |
| 9e                | Jan Nevens                 | Belgique          | Lotto-Merckx-Emerxil            |                   |
| 10e               | Patrick Cocquyt            | Belgique          | Hitachi-Marc-Splendor           |                   |
| modifier          |                            |                   |                                 |                   |